# بروس (دهانه)
بروس یک دهانه برخوردی در ماه است.